# Lyctus
Genre

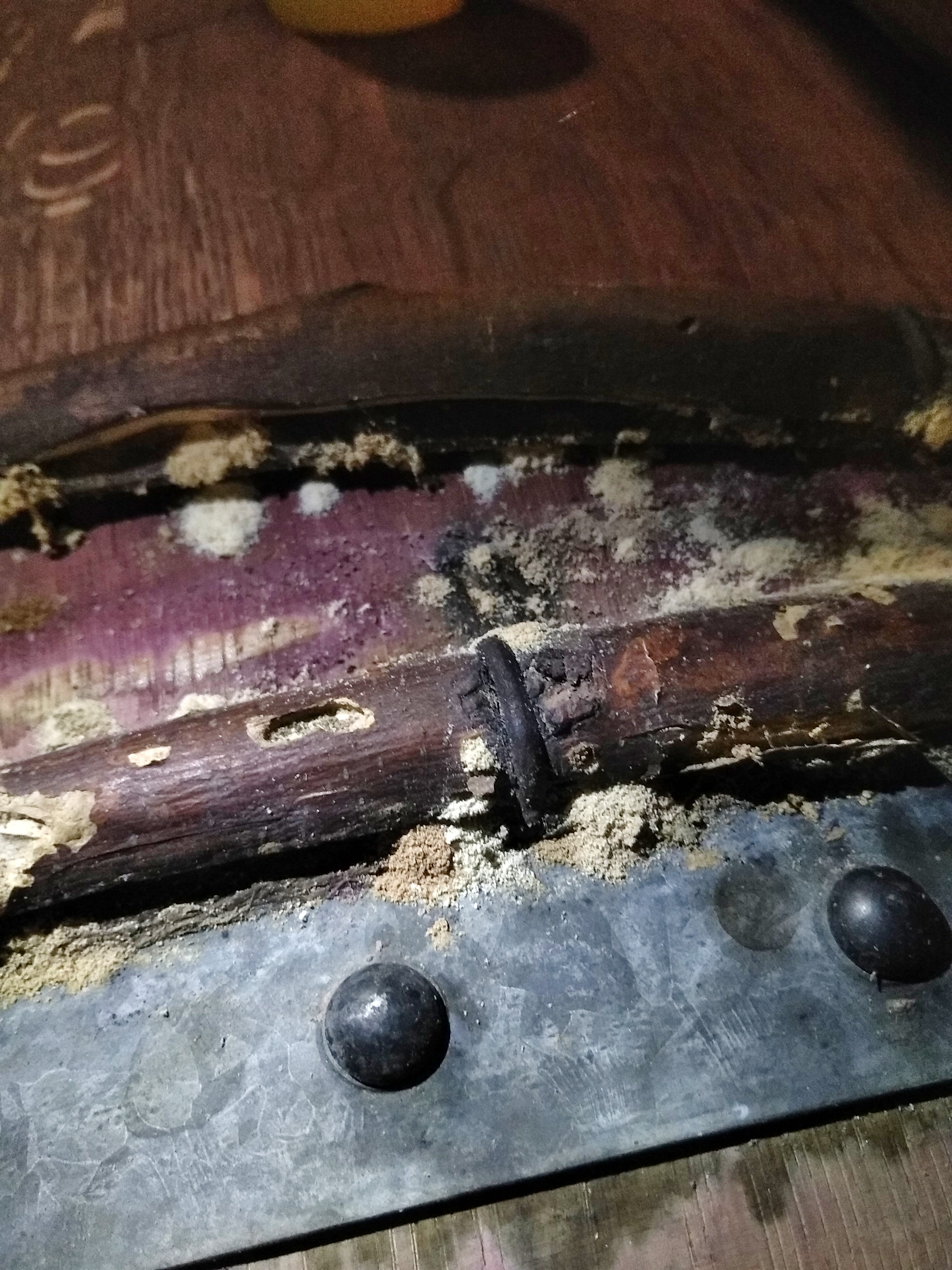
Dégâts du Lyctus sur les cercles en châtaignier d'un fût.

Lyctus (Lyctide) est un genre de coléoptères xylophages de la famille des Bostrichidés.

## Liste d'espèces
- Lyctus brunneus (Stephens, 1830)
- Lyctus curtulus Casey, 1891
- Lyctus planicollis Leconte, 1859
- Lyctus villosus Lesne, 1911
- Lyctus linearis (Goeze, 1777)